# De Re Metallica

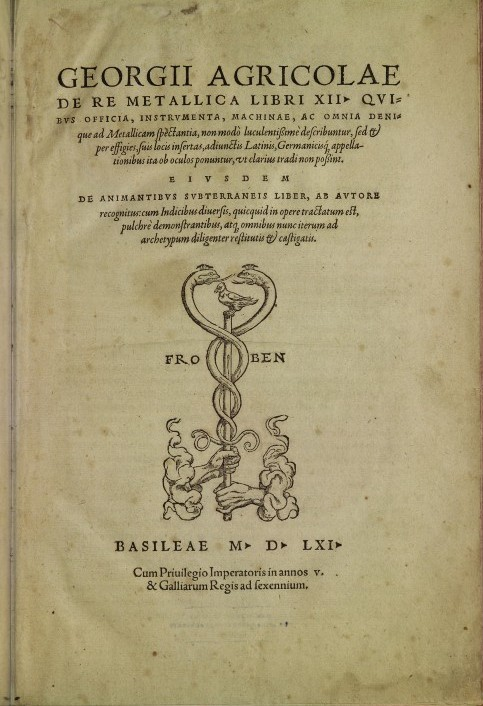
«De Re Metallica»

De Re Metallica («Про гірничу справу») — перша європейська енциклопедія з гірництва та металургії.

## Підготовка і видання
У 1533 р. Георгіус Агрікола розпочав роботу над фундаментальною енциклопедичною працею «De Re Metallica». Праця була завершена у 1550 р. і вийшла друком у швейцарському Базелі в славетному видавництві Фробона в 1556 р. (вже після смерті автора). Текстовий матеріал був ілюстрований 275 чудовими гравюрами, для виготовлення яких Агрікола залучив найкращих художників свого часу.
У 1557 р. вийшло німецькомовне видання, а пізніше «De Re Metallica» була перекладена на мови багатьох провідних країн Європи. Протягом майже двох сторіч «De re Metallica» залишалася найкращим практичним посібником для гірників Європи та Іспанської Америки (її справедливо вважають першим технічним підручником).

## Про назву книги
Тлумачення назви «De Re Metallica» має дещо дискусійний характер. Саме поняття «metalleo» перекладається з латини як «видобуваю із землі», «metallum» — «шахта, рудник» (що й дало назву металам, які походили із землі, з рудників).
Перший переклад головної праці Агріколи старою німецькою мовою вийшов 1557 р. під назвою «Vom Bergtwerct», тобто «Про гірничу справу» або «Про гірниче підприємство». Слід зауважити, що в часи Агріколи гірнича справа органічно вміщувала в себе як видобуток, так і повну переробку корисних копалин (інакше кажучи, металургія була складовою частиною гірничої справи). Тому немає нічого дивного, що праця Агріколи поєднувала гірничодобувні та металургійні процеси під суто гірничим титулом. Такі погляди зберігалися ще в XIX ст., але вже в ХХ ст. гірництво й металургія втратили колишню єдність і стали окремими галузями, спеціалісти яких мають (на жаль) вельми умовні уявлення про діяльність один одного. Це відобразилось і на перекладах титулу «De Re Metallica»: німецький переклад 1928 р., а за ним і російський 1962 р. подають назву книги — «Про гірничу справу та металургію».
Українські перекладачі повернулися до первісної назви «Про гірничу справу», яка, на їх думку, більш точно відображає погляди автора на розглянутий предмет як на консолідовану діяльність.

## Зміст De Re Metallica
Праця Агріколи складається з 12 книг (глав):
- Перша — це міркування про роль металів в історії людства, загострене зіткнення позицій ганьбителів і прихильників гірництва.
- Друга — характеристика умов, які впливають на успішну розробку родовищ, а також розвідка й пошукові ознаки багатих руд.
- Третя — геологічні знання, опис рудних покладів і властивостей гірських масивів.
- Четверта — землемірні й геодезичні дані, крім того — гірничі посади й звання та відповідні ним обов'язки.
- П'ята — засади підземної розробки руд, кріплення виробок, маркшейдерське мистецтво.
- Шоста — опис знарядь праці, машин і механізмів для руйнування порід, транспорту й підйому руди, водовідливу та вентиляції.
- Сьома — пробірний аналіз руд.
- Восьма — способи й механізми для збагачення руд.
- Дев'ята — способи витоплення металів, металургійні печі та обладнання.
- Десята й одинадцята — очистка благородних металів від домішок та інших металів.
- Дванадцята — алхімічні уявлення про солі, бітуми, скло та інші «затужавілі соки» землі, а також технології їх отримання.

## Зразки дереворитів видання 1556 р

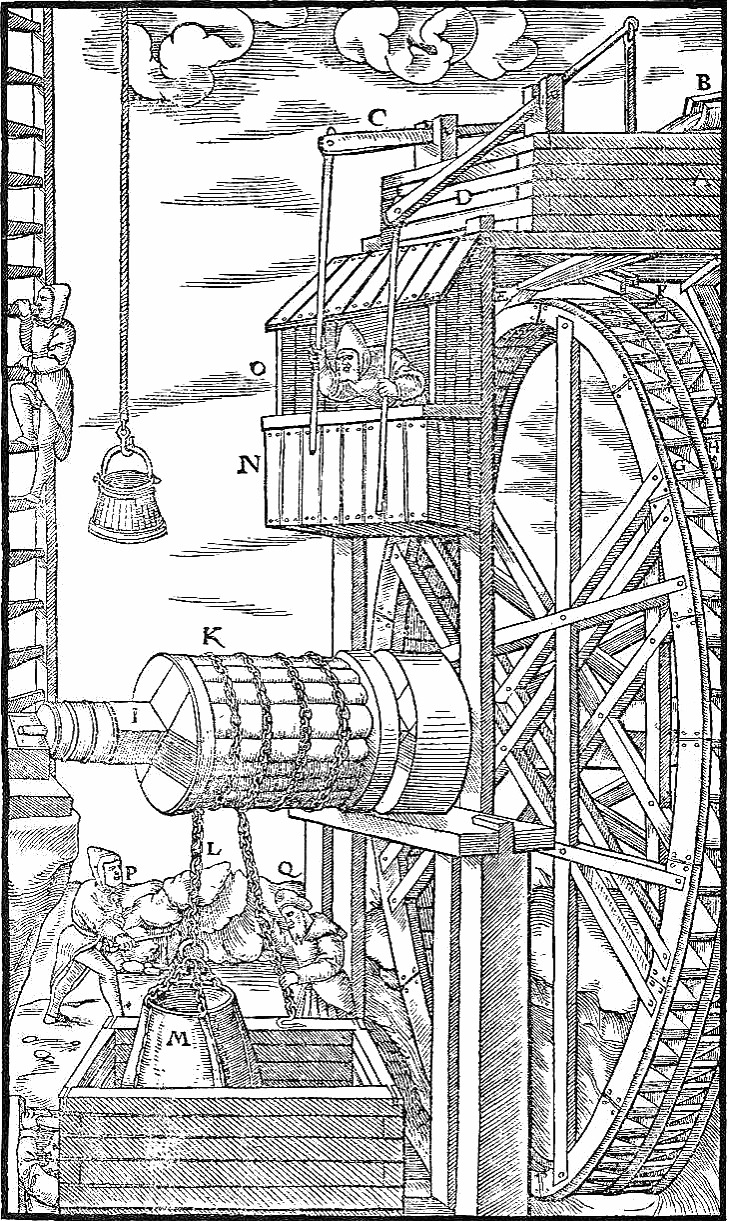
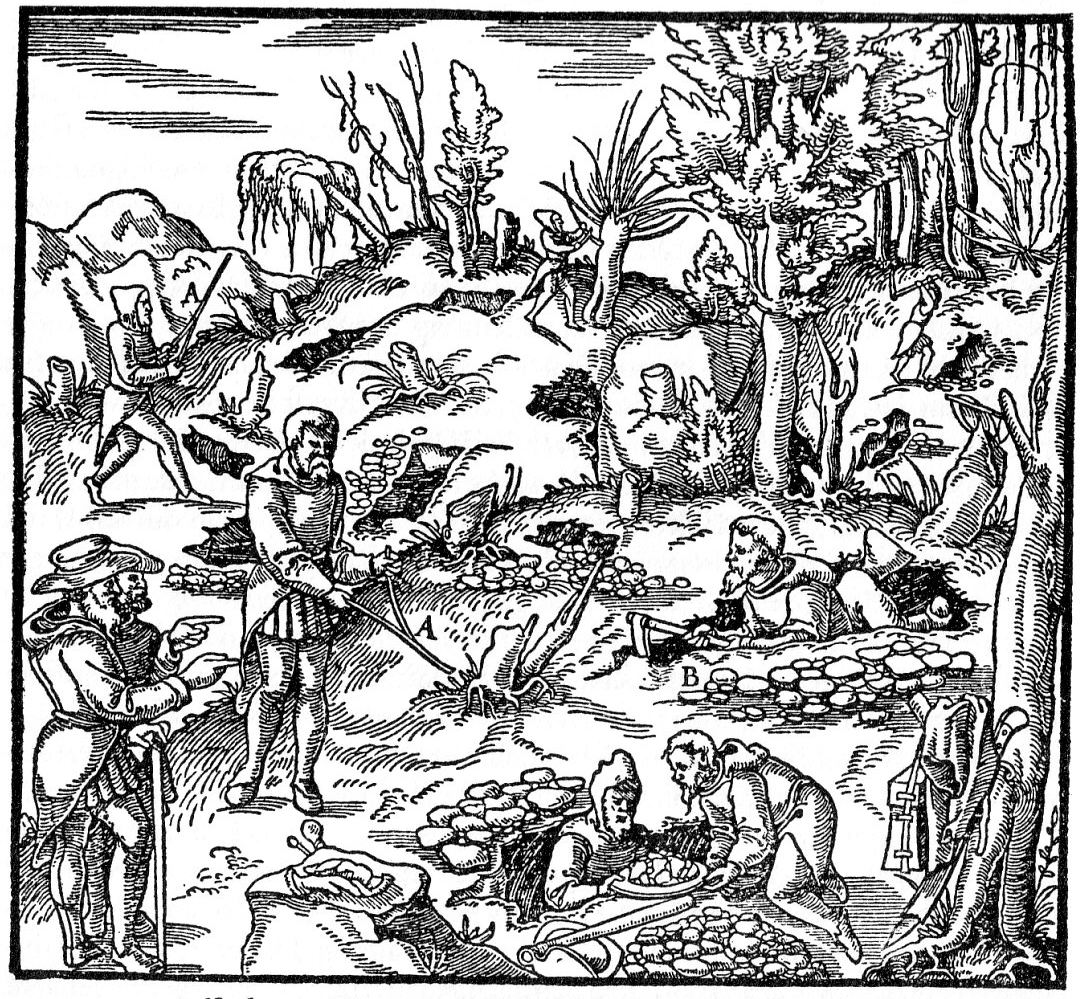
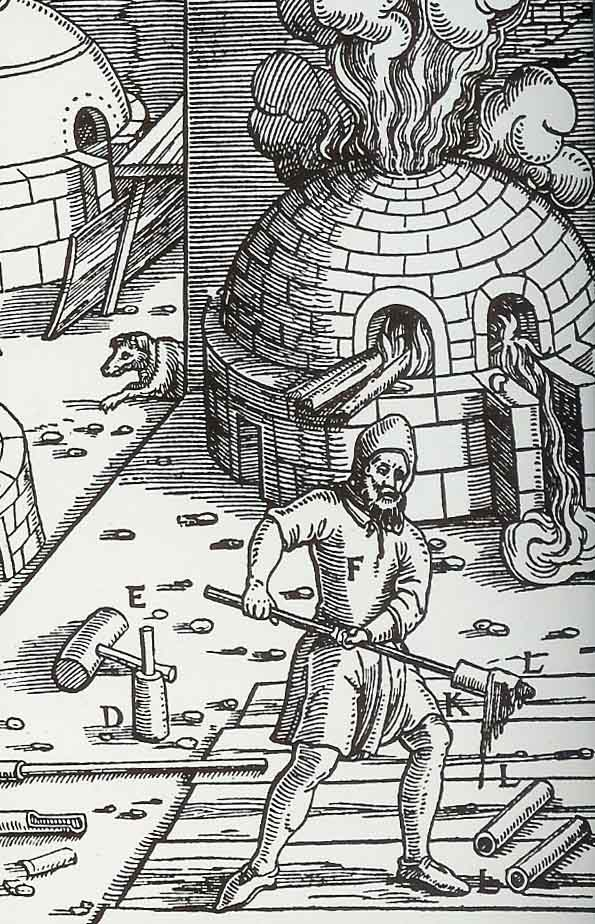

## Переклади

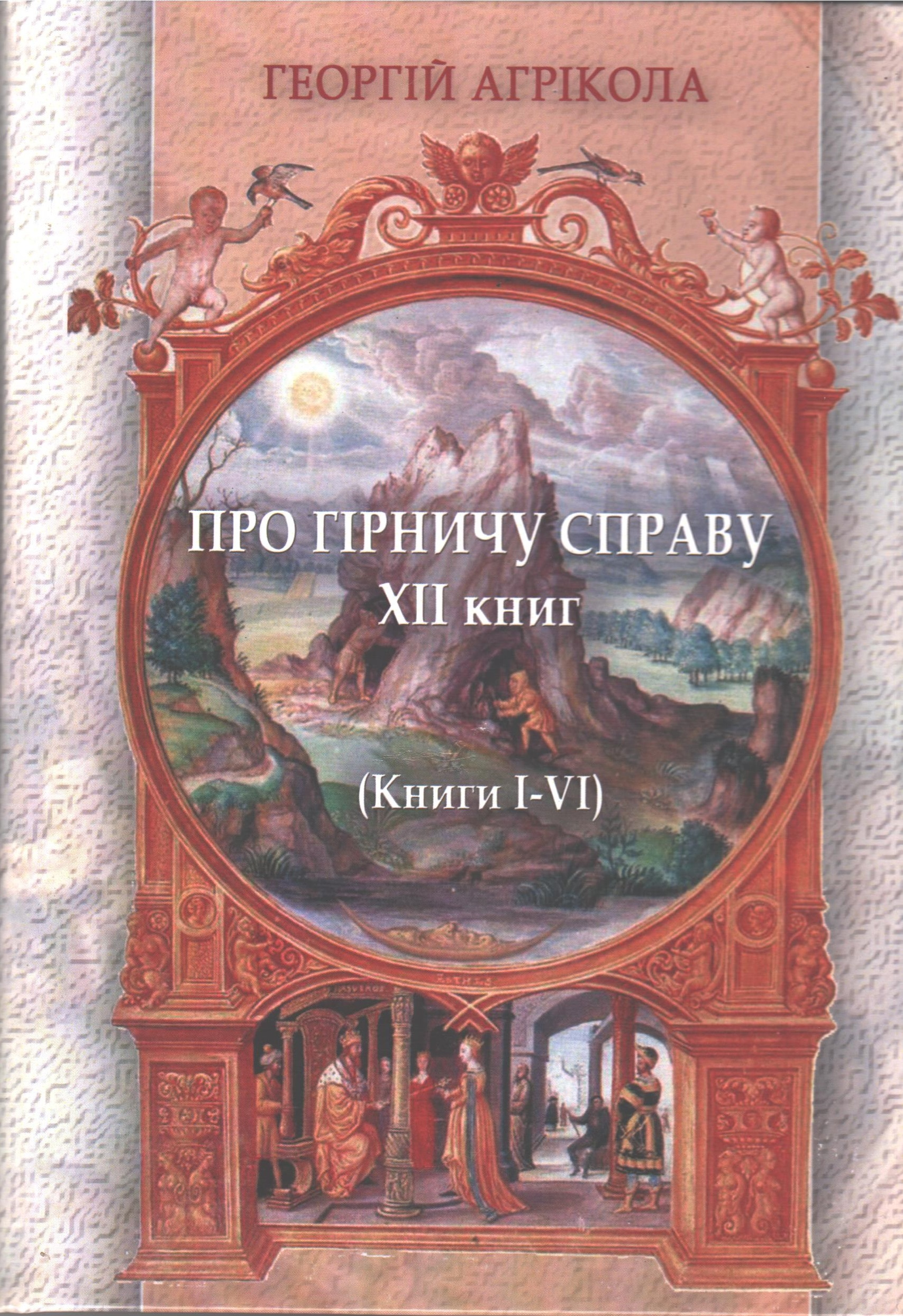
«De Re Metallica» Український переклад. Книги I—VI.

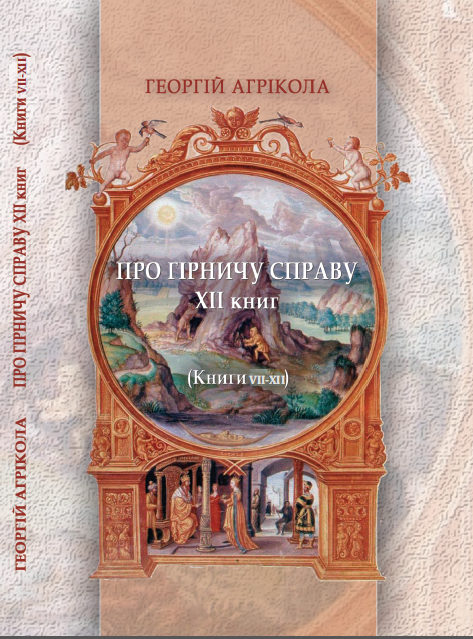
«De Re Metallica» Український переклад. Книги VII-ХІІ.

Загалом зацікавленість книгою Агріколи набула широкого міжнародного характеру. «De Re Metallica» багато разів перевидавалася: латинською мовою — у 1561 (Basel: Froben), 1621 (Basel: Ludwig König), 1637 (Basel: Emannel König), німецькою мовою — у 1557 (Basel: Froben), 1621 (Basel: Ludwig König), 1778 (Rotenburg), 1928 (ініціатива інженера Oskara von Millera, переклад C. Schiffnera) і 1953, 1997 (Düsseldorf, Essen), італійською мовою вперше перекладена у 1563 р. (Basel: Froben), декілька разів — англійською — у 1912, 1927 і 1950 (переклад і редакція Герберт Кларк Гувер і Lou Henry Hoover), чеською — 1933 р. (Praga, переклад: Bohuslav Jezek-старший, Bohuslav Jezek-молодший, Josef Hunmel), російською — у 1962 та 1986 рр. (переклад В. Гальмінаса та А. Дробінського за редакцією С. Шухардіна), польською — у 2000 р. (Jelenia Gora, переклад — Karina Kurkova).
В Україні перша спроба опрацювання книги Агріколи відбулася ще на початку ХХ ст. У 1908 р. у Львові накладом Політехнічного Товариства вийшла 48-сторінкова брошура інженера Фелікса Пестрака, яка знайомила читача з книгою «De Re Metallica», даючи стислий переказ кількох розділів.
У 2014 р. у видавництві «Східний видавничий дім» у Донецьку українською мовою вийшла друком перша частина (розділи 1–6) книги «De Re Metallica» (переклад і редакція В. С. Білецького та Г. І. Гайка).. Окремі наступні розділи надруковано у Донецькому віснику Наукового товариства імені Шевченка.
У 2023 р. у видавництві «Новий Світ-2000», Львів українською мовою вийшла друком друга частина (розділи 7-12) книги «De Re Metallica» (переклад і редакція тих же науковців)
Окремі переклади
- Georgius Agricola. Vom Bergkwerck XII Bucher. — Basel: Froben. — 1557. — 486 s.
- Georgius Agricola. De Re Metallica / Edited by Herbert Clark Hoover and Lou Henry Hoover. — New York: Dover Publications. — 1950.
- Агрикола Г. О горном деле и металлургии в двенадцати книгах: Пер.с лат. — М.: Недра, 1986. — 294 с.
- Agricola Jerzy. O gornictwie i hutnictwie. — Jelenia Gora: Muzeum Karkonoskie. — 2000. — 528 s.
- Агрікола Г. Про гірничу справу в дванадцяти книгах (книги I—VI)/ Переклад і редакція В. Білецького, Г. Гайка. — Донецьк: Східний видавничий дім, 2014. Інша копія перекладу [Архівовано 24 лютого 2019 у Wayback Machine.][5]
- Агрікола Г. Про гірничу справу XII книг: (кн. VII-ХІІ) = De Re Metallica Libri XII / Георгій Агрікола ; порівняльний пер., наук. ред. й комент.: В. Білецький, Г. Гайко. — Львів: Новий Світ-2000, 2023. — 343 с.

## Відгуки
Книга здобула визнання видатних науковців різних часів.
- Основоположник емпіризму, англійський філософ Френсіс Бекон, посилаючись на працю Агріколи, підкреслював практико-технічну користь науки, обґрунтовував перспективи використання природи людиною.
- «De re Metallica» була серед найшанованіших книг в особистій бібліотеці Ісаака Ньютона.
- Гете писав про Агріколу: «Він розгадував таємниці гір, володів гірничим мистецтвом, відкривав важливі корисні копалини, вивчав, обробляв і очищав їх, роблячи корисними для людських потреб. Дотепер ми захоплюємось його творами, де сконцентровані усі старі й нові знання з гірництва та металургії. Ці твори залишені нам як чудовий дарунок».